# (24947) Hausdorff
(24947) Hausdorff ist ein Asteroid des Hauptgürtels, der am 7. Juli 1997 vom italo-amerikanischen Astronomen Paul G. Comba am Prescott-Observatorium (IAU-Code 684) entdeckt wurde.
Der Asteroid ist nach dem deutsch-jüdischen Mathematiker und Literaten Felix Hausdorff (1868–1942) benannt.